# Fjodor Wiktorowitsch Winberg

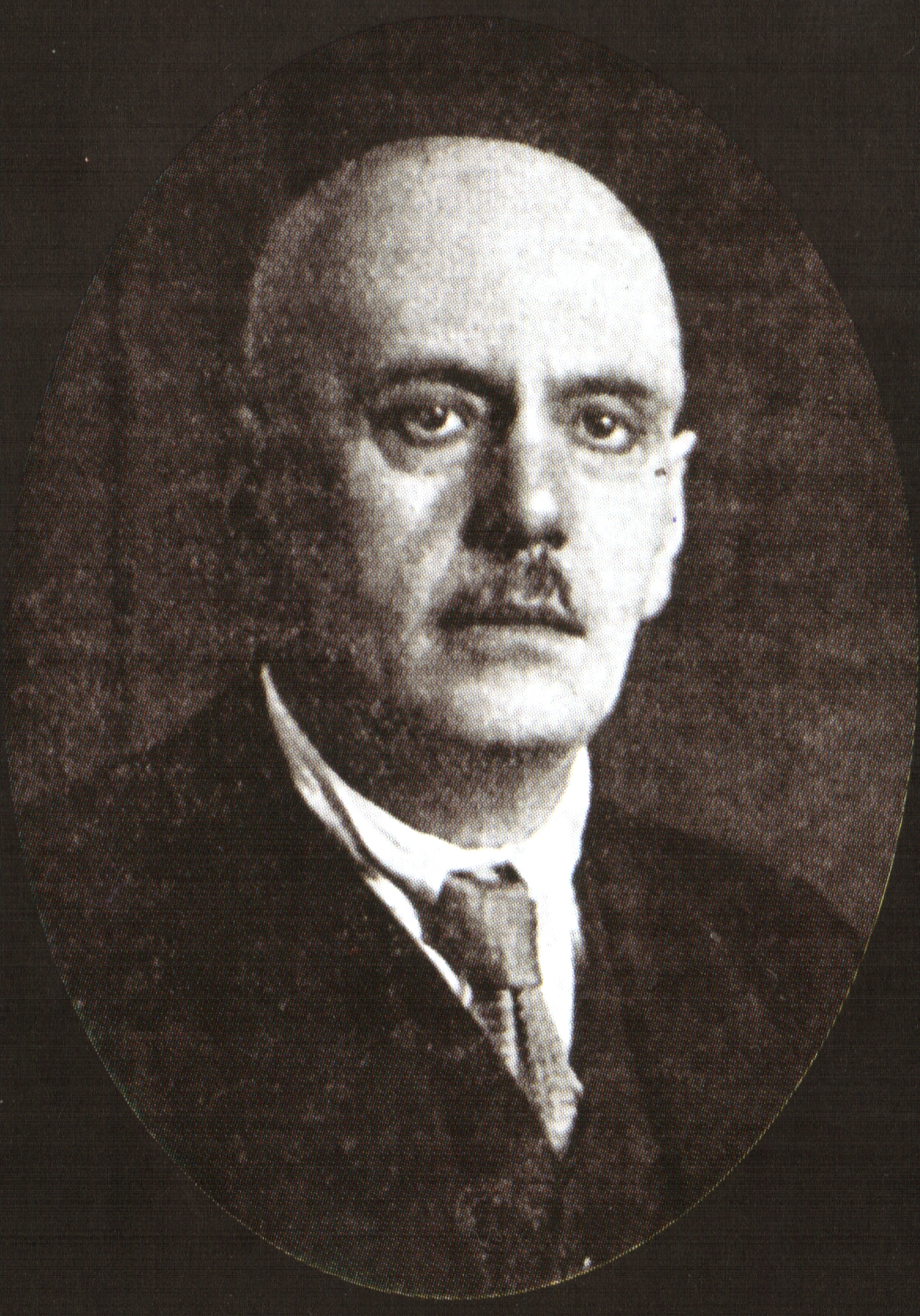
Fjodor Wiktorowitsch Winberg

Fjodor Wiktorowitsch Winberg (russisch: Фёдор Ви́кторович Винберг; * 15.jul. / 27. Juli 1868greg. in Kiew, Russisches Kaiserreich; † 14. Februar 1927 in Paris) war russischer Offizier, Verfasser und antisemitischer Ideologe.

## Biografie
Fjodor Wiktorowitsch Winberg wurde als Sohn von Olga Iossifowna Welz (russisch: Ольга Иосифовна Вельц) und eines russischen Generals der Kavallerie, Wiktor Fjodorowitsch Winberg,  der als Mitglied des obersten Kriegsrates eine militärisch hervorgehobene Stellung einnahm, geboren. Bis zum 14. Lebensjahr wurde Winberg von Privatlehrern unterrichtet, anschließend besuchte er drei Jahre lang ein Gymnasium in Kiew. Nachdem er 1890 das kaiserliche Alexander-Lyceum in Sankt Petersburg absolviert hatte, arbeitete er zunächst zwei Jahre im Innenministerium. Mit 22 Jahren schlug er die Offizierslaufbahn ein und zwei Jahre später trat er im Dienstgrad eines Kornets in das Ulanen-Leibgarderegiment der Zarin Alexandra Fjodorowna ein.  Während der Russischen Revolution 1905 nahm er an Strafexpeditionen im Baltikum teil.
Winberg war in den rechtsextremen  Schwarzen Hundertschaften tätig und Mitglied im Bund des russischen Volkes. Er verfasste hin und wieder Artikel für Organe der Schwarzen Hundertschaften.
1913 nahm er als Oberst seinen Abschied von der Armee und wurde daraufhin zum Hofstallmeister ernannt. Bei Kriegsausbruch wurde Winberg die Führung eines Infanterieregiments übertragen, aufgrund einer Intervention der Zarin übernahm er dann jedoch das Kommando eines Reiterregiments. Winberg behauptete von sich, er habe ein enges Verhältnis zur Zarin gehabt.

### Russische Revolution und Bürgerkrieg
Nach der Februarrevolution 1917 verließ er die Armee und war ein Organisator und Vorsitzender der monarchistischen Vereinigung Sojus woinskowo dolga (Wehrpflichtbund). Zudem war er aktiv am misslungenen Kornilow-Putsch im September 1917 beteiligt.
Nach der Oktoberrevolution wurde Winberg vor ein Revolutionstribunal gestellt und zu mehreren Jahren Zwangsarbeit verurteilt. Während der Haftzeit verfasste er Tagebuchaufzeichnungen mit antisemitischem und antiliberalem Inhalt, die er später unter dem Titel „In der Gefangenschaft der Affen“ veröffentlichte. Im Mai 1918 wurde Winberg aufgrund einer Amnestie freigelassen. Er reiste nach Kiew, wo sich der monarchistische Widerstand gegen die Bolschewiki konzentriert hatte. Im Dezember 1918 beteiligte er sich als Kommandeur einer militärischen Einheit an der Verteidigung der Stadt vor der ukrainischen republikanischen Petljura-Armee. Nach der Niederlage der monarchistischen Truppen wurde er festgenommen. Die Vollstreckung seines Todesurteils wurde  durch das Einschreiten eines deutschen Offiziers verhindert. Daraufhin verließ Winberg, wie außer ihm etwa 3.000 antibolschewistische Weiße Offiziere mit den abziehenden deutschen Truppen die Ukraine und gelangte nach Berlin.

### Publikationen und politische Tätigkeit in Berlin
Hier gründete Winberg die erste russische Emigrantenzeitung in Berlin, den Prisyw (Der Aufruf). Sie war vor allem ein Informationsblatt für rechtskonservative Russen, kein antisemitisches Hetzblatt. Darin wurden russische Kriegsgefangene aufgefordert, sich  auf Seiten der Weißen am Bürgerkrieg zu beteiligen. Demgegenüber verlieh Winberg in der Zeitschrift Lutsch sweta (Der Lichtstrahl) seinen antisemitischen Ansichten Ausdruck. Seine engsten Mitarbeiter waren Sergei Taborizki und Pjotr Schabelski-Bork, sie waren verantwortliche Redakteure der ersten Ausgaben. 1920 veröffentlichte Winberg die Protokolle der Weisen von Zion, eine antisemitische Fälschung, die Beweise für eine jüdische Weltverschwörung zu liefern versuchte. Winberg nahm auch Kontakt zu dem deutschen völkischen Publizisten Ludwig Müller von Hausen auf, der die erste deutsche Ausgabe der Protokolle besorgte. Was Alfred Rosenberg über Juden und jüdische Kultur zu sagen hatte, lässt sich  fast wortwörtlich in den von Winberg 1919 publizierten Schriften nachlesen.
Winberg fand sich in der russischen Kolonie schnell zurecht und brachte Weiße Emigranten mit völkischen Deutschen zusammen. Bald hatte er  in Emigranten- und völkischen Kreisen maßgeblichen Einfluss, wobei Ludwig Müller von Hausen in völkischen Kreisen seine wichtigste Kontaktperson war. Letzterer las regelmäßig den Prisyw und ließ gelegentlich Artikel ins Deutsche übersetzen. Nachdem Winberg den Kapp-Putsch vom März 1920 unterstützt hatte, hatte er seine Position in Berlin kompromittiert und zog nach München.

### Publikationen und politische Tätigkeit in München
Auch in München beteiligte sich Winberg aktiv am gesellschaftlichen Leben der russischen Kolonie, und beim wichtigsten monarchistischen Kongress der russischen Emigration in Bad Reichenhall nahm er als einer der Vertreter der Münchner Russen teil.
Winberg war Mitglied der von Max Erwin von Scheubner-Richter gegründeten Wirtschaftlichen Aufbau-Vereinigung, der er als führender Ideologe diente. Aufbau gab die „Wirtschaftliche Aufbau-Korrespondenz“ heraus und Winberg zählte zu den russischen Verfassern von Beiträgen für das Blatt. Die Organisation versuchte auch, die NSDAP zu beeinflussen, indem sie Winberg beauftragte, mit Adolf Hitler propagandistische Gespräche zu führen. Dem französischen Nachrichtendienst zufolge hatten Winberg und Hitler spätestens im Oktober 1922 mehrere lange persönliche Gespräche geführt, und Hitlers Notizen für einen Vortrag im November 1922 zeigen den Einfluss Winbergs auf sein Denken. Hitler bezeichnet die Sowjetunion hier als eine „jüdische Diktatur“ und führt Winberg als Quelle an.
In München gab Winberg 1921 das Buch Krestny Put (deutsche Ausgabe: Th. von Winberg, Der Kreuzesweg Russlands) heraus. Im folgenden Jahr erschien Alfred Rosenbergs Schrift Bolschewismus Hunger Tod, die als die Rosenbergsche Version von Krestny Put bezeichnet werden kann.

### Die Erschießung Nabokows
Winbergs enge Freunde und Mitbewohner in München, Sergei Taborizki und Pjotr Schabelski-Bork, verübten im März 1922 in Berlin einen Attentatsversuch auf den konstitutionellen Demokraten Pawel Miljukow, der dem Attentat jedoch entging. Bei dem Versuch, den Attentäter zu entwaffnen, wurde jedoch Wladimir Dmitrijewitsch Nabokow, der Vater des Schriftstellers Vladimir Nabokov, tödlich verletzt. Miljukow war Führer des linken Flügels der Linksliberalen und für die ganze „russische Rechte“ jemand, der die bolschewistische Machtergreifung erst möglich gemacht hätte. Besonders seine Rede im November 1916 vor der Staatsduma, in der er den kriegsbedingten Konsens zwischen Regierung und Parlament aufgekündigt hatte und scharfe Angriffe gegen das, von Winberg verehrte, angeblich deutschlandfreundliche Herrscherhaus gerichtet hatte. Die deutschstämmige Zarin sei in Tränen ausgebrochen und Winberg, der dabei war, als sie von der Anklage erfuhr, habe sie getröstet (Kellogg 169).  Da Winbergs Hass gegen Miljukow bekannt war und er engen Kontakt zu den Tätern hatte, wurde er als eigentlicher Drahtzieher verdächtigt. Obwohl man ihm anfangs nichts beweisen konnte, musste er schließlich 1923 wegen des Verdachts der Beteiligung am Mord an Nabokov Deutschland verlassen. Dieser Mord hatte politische Folgen und wirkte sich für die extreme Rechte und für die gesamte russische Emigration negativ aus.

### Ideologeme Winbergs
Winberg hatte ein manichäisches Weltbild, das in das Gute und das Böse aufgeteilt war. Hauptvertreter des Bösen waren die Juden und die Freimaurer, die mit aller Kraft die Zerstörung der christlichen Welt anstrebten. Dieser Verschwörungstheorie zufolge hätten die Juden auf ihrem Weg zur Weltherrschaft den Ersten Weltkrieg entfesselt und die russische Revolution in die Welt gesetzt.
Die Juden, so die Verschwörungstheorie weiter, führten seit Jahrhunderten einen Kampf gegen den nichtjüdischen Adel und bedienten sich dabei demokratischer, liberaler und sozialistischer Lehren.
Winberg sah sich berufen, die christliche Menschheit für einen vermeintlich bevorstehenden apokalyptischen Kampf aufzurütteln. Seine Einstellung zum Christentum war aber nicht ausschließlich positiv, zumal er zum Beispiel der Meinung war, dass das Römische Reich an einer „tödlichen Injektion von demokratisch-jüdischer Christlichkeit“ untergegangen sei. Dieser Gedanke, dass das Christentum eine Giftspritze der Demokratie sei, wurde später von Rosenberg aufgenommen.
Winberg war ein entscheidender Befürworter einer deutsch-russischen Zusammenarbeit und betrachtete eine Orientierung der russischen Außenpolitik auf Deutschland, solange diese Orientierung den natürlichen russischen Interessen entspricht, als „Gewähr unseres zukünftigen Erfolges“.
Winberg misstraute dem Volk, sowohl den Bauern als auch den Arbeitern. In dieser Hinsicht standen seine Vorstellungen im Widerspruch zu modernen extremen Ideologien wie der des Nationalsozialismus, aber zwischen Winberg, Rosenberg und Hitler bestand also – aller Unterschiede zum Trotz – zu Beginn der zwanziger Jahre mehr als eine nur geistige Übereinstimmung bei der Beurteilung der Russischen Revolution und der Bolschewiki. Alle verwendeten ähnliche ideologische Formeln, und Hitler schien direkt von den Erfahrungen und Vorstellungen einiger Emigranten profitiert zu haben.
Die Bedeutung Winbergs wird unterschiedlich eingeschätzt. Doch die gedankliche Grundlage für die Judenvernichtung durch die Nazis kam von russischen Rechtsextremen und Winberg und seine Freunde waren die Ersten, die öffentlich die Vernichtung der Juden forderten.